# Langenhagen
Langenhagen − miasto w niemieckim kraju związkowym Dolna Saksonia, wchodzi w skład związku komunalnego Region Hanower. Miasto liczy 51 691 mieszkańców.
W dzielnicy Godshorn podczas wojny działał zakład dla dzieci robotnic zagranicznych w III Rzeszy, w którym wskaźnik umieralności polskich dzieci sięgał 100 procent.

## Współpraca
Miejscowości partnerskie:
- Bijeljina, Bośnia i Hercegowina
- Głogów, Polska
- Joinville, Brazylia
- Le Trait, Francja (kontakty utrzymuje dzielnica Godshorn)
- Novo mesto, Słowenia
- Rodewisch, Saksonia
- Southwark, dzielnica Londynu
- Stadl-Paura, Austria (kontakty utrzymuje dzielnica Krähenwinkel)
- Gerolzhofen, Bawaria
- Leimen, Badenia-Wirtembergia